# Bonabes II de Rougé
Pour les articles homonymes, voir Bonabes.
 Bonabes II de Rougé (cité en 1219-1242) seigneur de Rougé, de Gastines La Chapelle, Glain, du Theil. .

## Biographie
Bonnabes II est le fils cadet d'Olivier Ier de Rougé et d'Agnès de Jasson. Il succède vraisemblablement à son frère Olivier II mort sans héritier
Selon Augustin du Paz il participe aux États de Bretagne réunis à Vannes en 1202 après la disparition du duc Arthur de Bretagne. Il aurait également confirmé en 1225 les privilèges accordés aux habitants de Saint-Aubin du Cormier par le duc Pierre Ier de Bretagne. Bienfaiteur de l'abbaye Notre-Dame de Melleray il obtient le privilège d'être inhumé dans le cloitre devant la porte du chapitre de chanoines à sa mort le 1er mai 1242 ou 1252
De son union avec  Alix de Chateaubriand (?), il laisse un fils Bonabes III de Rougé, attesté en 1243 et 1248